# قوش (ماكو)
قوش هي قرية في مقاطعة ماكو، إيران. عدد سكان هذه القرية هو 416 في سنة 2006.